# Pareidae
Pareidae is een familie van slangen.

## Naam en indeling
De wetenschappelijke naam van de groep werd voor het eerst voorgesteld door Alfred Sherwood Romer in 1956.
Er zijn 33 verschillende soorten, waarvan er vijf voor het eerst wetenschappelijk zijn beschreven in 2020. De soorten worden verdeeld in vier geslachten waarvan het geslacht Aplopeltura monotypisch is. 
De groep werd lange tijd beschouwd als een onderfamilie van de toornslangachtigen (Colubridae) onder de naam Pareatinae. Tegenwoordig wordt deze naam als een spelfout beschouwd en wordt de groep gezien als een aparte familie die niet nauw verwant is aan de andere onderfamilies van toornslangachtigen. 

## Verspreidingsgebied
Alle soorten komen voor in delen van Azië. Ze leven in begroeide gebieden, vaak in lagere struiken en bomen.

## Uiterlijke kenmerken en levenswijze
De meeste soorten blijven klein en hebben een dun lichaam. De slangen hebben een buitenproportioneel grote kop. Alle soorten hebben zich gespecialiseerd in het eten van slakken en naaktslakken. Hun kaken zijn hierop aangepast zodat ze het slakkenhuis kunnen binnendringen. De vrouwtjes zijn eierleggend. 

## Soorten
De familie omvat de volgende geslachten, met de auteur en het verspreidingsgebied.
| Naam                           | Auteur        | Soorten | Verspreidingsgebied                                                                          |
| ------------------------------ | ------------- | ------- | -------------------------------------------------------------------------------------------- |
| Aplopeltura                    | Boie, 1828    | 1       | Azië; Indonesië, Maleisië, Thailand, de Filipijnen, Brunei en Myanmar                        |
| Asthenodipsas                  | Peters, 1864  | 8       | Azië; Indonesië, Maleisië, Thailand en Laos                                                  |
| Slakkenetende slangen (Pareas) | Wagler, 1830  | 20      | India, Cambodja, China, Indonesië, Laos, Maleisië, Myanmar, Thailand, Taiwan, Vietnam, Japan |
| Xylophis                       | Beddome, 1878 | 4       | Azië; India                                                                                  |